# Іванишів Данило
Данило Іванишів — український селянин з Грушева, громадсько-політичний діяч. Депутат Дрогобицької повітової ради (Королівство Галичини та Володимирії). Посол до Галицького сейму 3-го скликання: обраний від IV курії в окрузі Лука — Меденичі; входив до складу «Руського клубу».